# Šemša
Šemša (in ungherese Semse) è un comune della Slovacchia facente parte del distretto di Košice-okolie, nella regione di Košice.